# Hans Lindman
Nils Hans Lindman (ur. 6 września 1884 w Uppsali, zm. 24 stycznia 1957 w Uppsali) – szwedzki hokeista i piłkarz, reprezentant kraju grający na pozycji pomocnika. Był również zawodnikiem bandy.

## Kariera klubowa
Podczas swojej kariery piłkarskiej Hans Lindman występował w IFK Uppsala.

## Kariera reprezentacyjna
W reprezentacji Szwecji Lindman zadebiutował 12 lipca 1908 w wygranym 11-3 towarzyskim meczu z Norwegią. W 63 min. zdobył bramkę. W tym samym roku był w kadrze Szwecji na Igrzyska Olimpijskie w Londynie. Na turnieju w Anglii wystąpił w spotkaniach z amatorską reprezentacją Wielkiej Brytanii i w meczu o brązowy medal z Holandią. Ostatni raz w reprezentacji wystąpił 22 października 1911 w wygranym 5-2 towarzyskim spotkaniu z Finlandią. W sumie wystąpił w 7 spotkaniach, w których zdobył bramkę.
| Mecze i gole w reprezentacji | Mecze i gole w reprezentacji | Mecze i gole w reprezentacji | Mecze i gole w reprezentacji | Mecze i gole w reprezentacji | Mecze i gole w reprezentacji | Mecze i gole w reprezentacji |
| #                            | Data                         | Miasto                       | Przeciwnik                   | Gol                          | Wynik                        |                              |
| ---------------------------- | ---------------------------- | ---------------------------- | ---------------------------- | ---------------------------- | ---------------------------- | ---------------------------- |
| 1.                           | 12.07.1908                   | Göteborg                     | Norwegia                     | Gol                          | 11:3                         | towarzyski                   |
| 2.                           | 08.09.1908                   | Göteborg                     | Wielka Brytania am.          |                              | 1:6                          | towarzyski                   |
| 3.                           | 20.10.1908                   | Londyn                       | Wielka Brytania am.          |                              | 1:12                         | Igrzyska Olimpijskie         |
| 4.                           | 23.10.1908                   | Londyn                       | Holandia                     |                              | 0:2                          | Igrzyska Olimpijskie         |
| 5.                           | 25.10.1908                   | Haga                         | Holandia                     |                              | 3:5                          | towarzyski                   |
| 6.                           | 26.10.1908                   | Bruksela                     | Belgia                       |                              | 1:2                          | towarzyski                   |
| 7.                           | 22.06.1911                   | Helsinki                     | Wlk. Ks. Finlandii           |                              | 5:2                          | towarzyski                   |

## Kariera hokejowa i bandy
W hokeja na lodzie i bandy Lindman grał w klubie IFK Uppsala. W 1907, 1910, 1911, 1912 i 1913 zdobył z nim mistrzostwo Szwecji w bandy.